# Tuổi hai lăm, tuổi hai mốt
Tuổi hai lăm, tuổi hai mốt (tiếng Anh: Twenty-Five Twenty-One; tiếng Hàn: 스물다섯 스물하나; Romaja: Seumuldaseot Seumulhana) là bộ phim truyền hình của Hàn Quốc ra mắt năm 2022 do Jung Ji-hyun làm đạo diễn với sự tham gia diễn xuất của dàn diễn viên gồm Kim Tae-ri, Nam Joo-hyuk, Bona, Choi Hyun-wook và Lee Joo-myung. Bộ phim kể về cuộc sống lãng mạn của năm nhân vật kéo dài từ năm 1998 đến năm 2021. Phim được phát sóng trên đài tvN vào khung giờ 21:10 (KST) thứ Bảy và Chủ Nhật. Đồng thời bộ phim cũng được phát sóng trên nền tảng dịch vụ xem phim trực tuyến Netflix.
Bộ phim đã thành công rực rỡ về mặt thương mại và trở thành một trong những loạt phim truyền hình Hàn Quốc có tỷ suất người xem cao nhất trên truyền hình cáp. Bộ phim đứng đầu tỷ suất người xem 8 tuần liên tiếp, và tập cuối ghi nhận mức tỷ suất người xem đạt 11,513%, với hơn 3 triệu lượt xem.

## Nội dung
Tại một thời điểm khi mà những ước mơ dường như đã xa tầm với, một vận động viên đấu kiếm tuổi teen trong hành trình theo đuổi hoài bão đã gặp một chàng trai chăm chỉ đang tìm cách làm lại cuộc đời.

## Diễn viên và nhân vật

### Vai chính
- Kim Tae-ri vai Na Hee-do
  - Kim So-hyun vai Na Hee-do trưởng thành[8]
  - Ok Ye-rin vai Na Hee-do lúc nhỏ

Một thần đồng đấu kiếm, nhưng vẫn chưa phát huy hết khả năng. Cô thần tượng Ko Yu-rim. Thành viên đội tuyển đấu kiếm trường trung học Taeyang/ Tuyển thủ đấu kiếm quốc gia.
- Nam Joo-hyuk vai Baek Yi-jin

Một thanh niên chăm chỉ sinh ra trong gia đình tài phiệt bị phá sản do cuộc khủng hoảng IMF. Vì vậy anh phải ra ngoài lập nghiệp và làm lại cuộc đời mặc cho những người đòi nợ gõ cửa suốt thời gian qua. Nhân viên làm thêm ở cửa hàng cho thuê truyện tranh/ Phóng viên thể thao đài UBS.
- Bona vai Ko Yu-rim/Julia Ko
  - Kyung Da-eun vai Ko Yu-rim lúc nhỏ

Một ngôi sao đấu kiếm của Hàn Quốc và trường trung học Teayang, cô đã giành huy chương vàng quốc tế cho Hàn Quốc. Cô là người mà Hee-do thần tượng, cũng chính là đối thủ lớn nhất trong sự nghiệp của cô. Thành viên đội tuyển đấu kiếm trường trung học Taeyang/ Tuyển thủ đấu kiếm quốc gia.
- Choi Hyun-wook vai Moon Ji-woong

Bạn cùng lớp cả Hee-do, chàng trai nổi tiếng nhất trường sở hữu khuôn mặt điển trai và là một ngôi sao mạng. Học sinh trường trung học phổ thông Taeyang.
- Lee Joo-myung vai Ji Seung-wan

Lớp trưởng và là bạn thuở nhỏ của Moon Ji-woong. Cô là một học sinh giỏi, luôn đứng nhất toàn trường. Học sinh trường trung học phổ thông Taeyang.

### Vai phụ

#### Những người xung quanh Hee-do
- Seo Jae-hee vai Shin Jae-kyung

Mẹ của Hee-do, dẫn chương trình chính của bản tin UBS lúc 9 giờ.
- Baek Seok-gwang vai Na Seong-jin

Bố của Hee-do. Xuất hiện chủ yếu qua những đoạn hồi tưởng. Người đóng vai trò quan trọng đưa Hee-do đến với bộ môn đấu kiếm.
- Choi Myung-bin vai Kim Min-chae
  - Lee So-yeon vai Kim Min-chae lúc nhỏ[15]

Con gái của Hee-do. Một vũ công ba lê, sau cuộc tranh cãi với mẹ cô bỏ nhà đi và đến nhà ngoại, sau đó tìm thấy cuốn nhật ký của mẹ ghi lại những năm tháng thời thanh xuân. Danh tính của bố cô không được tiết lộ xuyên suốt bộ phim.

#### Những người xung quanh Yi-jin
- Park Yoon-hee vai Baek Seong-hak

Bố của Yi-jin, sau khi công ty phá sản số nợ của ông chồng chất, buộc ông phải ra đi để xây dựng lại sự nghiệp.
- Kim Young-sun mẹ của Baek Yi-jin[17]
- Park Jun-pyo chú của Baek Yi-jin

Anh là người giúp đỡ gia đình Yi-jin khi họ không còn nơi để đi sau khi phá sản.
- Kim Nam-i dì của Baek Yi-jin
- Choi Min-young vai Baek Yi-hyun
  - Kang Hoon vai Baek Yi-hyun trưởng thành.[19]

Em trai của Yi-jin.

#### Gia đình của các nhân vật khác
- So Hee-jung vai mẹ của Ji Seung-wan

Cô là chủ nhà của Yi-jin.
- Heo Jin-na mẹ của Ko Yu-rim[22]

Cô điều hành một nhà hàng ăn uống nhỏ.
- Kim Dong-gyun vai bố Ko Yu-rim

Một tài xế giao hàng.

#### Câu lạc bộ đấu kiếm trường trung học Taeyang
- Kim Hye-eun vai Yang Chan-mi

Huấn luyện viên của đội, người đã giành rất nhiều huy chương vàng đấu kiếm cho Hàn Quốc. Cô đã từng nhận hối lộ và cảm thấy bị phản bội bởi Shin Jae-kyung, khi đưa tin về sự việc với tư cách là phóng viên hiện trường.
- Jo Bo-young vai Lee Ye-ji

Học sinh năm nhất.
- Lee Ye-jin vai Park Han-sol

Học sinh năm nhất.
- Moon Woo-bin vai Kang Ji-soo

Học sinh năm ba.
- Bang Eun-jung vai Lee Da-seul

Học sinh năm ba.

### Khác
- Lee Chan-jong vai Seo Jung-hyeok

Phóng viên đài UBS, tiền bối của Yi-jin.

### Xuất hiện với tư cách khách mời
- Lee Joong-ok huấn luyện viên trường cũ của Hee-do.[26]
- Jung Yu-min vai Hwang Bo-mi, một học sinh tại trường trung học nữ sinh Seonjung.[27]
- Jang Jun-hyun giám đốc của Han River C&T, người quen của Baek Yi-jin.
- Choi Tae-joon vai Jeong Ho-jin, một thành viên trong đội tuyển đấu kiếm quốc gia và là tình đầu của Hee-do.[28]
- Yoon Joo-man vai Park PD, một nhà sản xuất chương trình của đài UBS.[29]
- Kim Jun-ho vai Kim Jun-ho, tiền bối của Na Hee-do trong đội tuyển đấu kiếm quốc gia.[30][31]
- Kim Nam-hee một nhân viên bán hàng tại cửa hàng điện thoại di động.[32]
- Jeon Soo-hwan người dẫn chương trình phỏng vấn xin việc làm tại Han River C&T.
- Song Jae-jae người dẫn chương trình phỏng vấn xin việc làm tại Han River C&T.
- Hong Eun-jung người nộp đơn xin việc tại Han River C&T.
- Goo Ja-geon người nộp đơn xin việc tại Han River C&T.
- Choi Gyo-sik một cư dân địa phương.
- Son Young-soon một bà già xuất hiện trên xe bus.
- Ok Joo-ri chủ một của hàng tạp hóa địa phương.
- Jeon Se-yong một người đàn ông giống bố của Yi-jin.

## Sản xuất

### Tuyển diễn viên
Vào ngày 7 tháng 9, dàn diễn viên của bộ phim được công bố gồm Kim Tae-ri, Nam Joo-hyuk, Bona, Choi Hyun-wook và Lee Joo-myung. Đây là lần trở lại màn ảnh nhỏ sau 3 năm của Kim Tae-ri, kể từ bộ phim truyền hình ăn khách Quý ngài ánh dương vào năm 2018.

### Quay phim
Quá trình quay phim chính được tiến hành vào ngày 7 tháng 9 năm 2021. Bộ phim lấy bối cảnh chủ yếu ở Ahyeon-dong, Mapo-gu, Seoul và Jeonju, Seohak-dong, Làng Hanok Jeonju, con hẻm ký túc xá của trường Đại Học Sư Phạm Quốc Gia Jeonju, và Trung tâm Di sản Phi vật thể Quốc gia.

#### COVID-19
Vào ngày 2 tháng 3 năm 2022, có thông tin xác nhận rằng nữ diễn viên Kim Tae-ri đã có kết quả dương tính với COVID-19 kể từ ngày 26 tháng 2, 2022, khiến quá trình quay phim bị tạm hoãn, việc quay phim sẽ tiếp tục tiến hành khi nữ diễn viên bình phục. Kế hoạch phát sóng vẫn diễn ra như dự kiến. Vào ngày 3 tháng 3, có thông tin xác nhận rằng nam diễn viên Choi Hyun-wook đã có kết quả xét nghiệm dương tính với COVID-19. Cả Tae-ri và Hyun-wook đều thực hiện cách ly theo hướng dẫn của Cơ quan Kiểm dịch.

### Phát sóng
Bộ phim được phát sóng trên đài tvN vào ngày 12 tháng 2 năm 2022 vào khung giờ 21:10 (KST) thứ Bảy và Chủ Nhật (KST).

## Nhạc phim

### Phần 1
| Phát hành vào 13 tháng 2 năm 2022 | Phát hành vào 13 tháng 2 năm 2022 | Phát hành vào 13 tháng 2 năm 2022 | Phát hành vào 13 tháng 2 năm 2022 | Phát hành vào 13 tháng 2 năm 2022 | Phát hành vào 13 tháng 2 năm 2022 |
| STT                               | Nhan đề                           | Phổ lời                           | Phổ nhạc                          | Nghệ sĩ                           | Thời lượng                        |
| --------------------------------- | --------------------------------- | --------------------------------- | --------------------------------- | --------------------------------- | --------------------------------- |
| 1.                                | "Starlight" (스타라이트)          | Oh Dongjun                        | Oh Dongjun                        | Taeil (NCT)                       | 3:45                              |
| 2.                                | "Starlight" (Inst.)               |                                   | Oh Dongjun                        |                                   | 3:45                              |
| Tổng thời lượng:                  | Tổng thời lượng:                  | Tổng thời lượng:                  | Tổng thời lượng:                  | Tổng thời lượng:                  | 7:30                              |

### Phần 2
| Phát hành vào 19 tháng 2 năm 2022 | Phát hành vào 19 tháng 2 năm 2022                           | Phát hành vào 19 tháng 2 năm 2022 | Phát hành vào 19 tháng 2 năm 2022 | Phát hành vào 19 tháng 2 năm 2022 | Phát hành vào 19 tháng 2 năm 2022 |
| STT                               | Nhan đề                                                     | Phổ lời                           | Phổ nhạc                          | Nghệ sĩ                           | Thời lượng                        |
| --------------------------------- | ----------------------------------------------------------- | --------------------------------- | --------------------------------- | --------------------------------- | --------------------------------- |
| 1.                                | "I'll Shine on You to Dazzle" (눈이 부시도록 너를 비춰줄게) | Black Frequency                   | Black Frequency                   | Bae Ki-sung                       | 3:15                              |
| 2.                                | "I'll Shine on You to Dazzle" (Inst.)                       |                                   | Black Frequency                   |                                   | 3:15                              |
| Tổng thời lượng:                  | Tổng thời lượng:                                            | Tổng thời lượng:                  | Tổng thời lượng:                  | Tổng thời lượng:                  | 6:30                              |

### Phần 3
| Phát hành vào 20 tháng 2 năm 2022 | Phát hành vào 20 tháng 2 năm 2022 | Phát hành vào 20 tháng 2 năm 2022 | Phát hành vào 20 tháng 2 năm 2022 | Phát hành vào 20 tháng 2 năm 2022 | Phát hành vào 20 tháng 2 năm 2022 |
| STT                               | Nhan đề                           | Phổ lời                           | Phổ nhạc                          | Nghệ sĩ                           | Thời lượng                        |
| --------------------------------- | --------------------------------- | --------------------------------- | --------------------------------- | --------------------------------- | --------------------------------- |
| 1.                                | "Very, Slowly" (아주, 천천히)     | Jayci yucca                       | PATEKO, Jayci yucca               | BIBI                              | 4:21                              |
| 2.                                | "Very, Slowly" (Inst.)            |                                   | PATEKO, Jayci yucca               |                                   | 4:21                              |
| Tổng thời lượng:                  | Tổng thời lượng:                  | Tổng thời lượng:                  | Tổng thời lượng:                  | Tổng thời lượng:                  | 8:42                              |

### Phần 4
| Phát hành vào 26 tháng 2 năm 2022 | Phát hành vào 26 tháng 2 năm 2022 | Phát hành vào 26 tháng 2 năm 2022 | Phát hành vào 26 tháng 2 năm 2022 | Phát hành vào 26 tháng 2 năm 2022 | Phát hành vào 26 tháng 2 năm 2022 |
| STT                               | Nhan đề                           | Phổ lời                           | Phổ nhạc                          | Nghệ sĩ                           | Thời lượng                        |
| --------------------------------- | --------------------------------- | --------------------------------- | --------------------------------- | --------------------------------- | --------------------------------- |
| 1.                                | "Your Existence" (존재만으로)     | MaO, Wonstein                     | Naiv                              | Wonstein                          | 4:11                              |
| 2.                                | "Your Existence" (Inst.)          |                                   | Naiv                              |                                   | 4:11                              |
| Tổng thời lượng:                  | Tổng thời lượng:                  | Tổng thời lượng:                  | Tổng thời lượng:                  | Tổng thời lượng:                  | 8:22                              |

### Phần 5
| Phát hành vào 27 tháng 2 năm 2022 | Phát hành vào 27 tháng 2 năm 2022 | Phát hành vào 27 tháng 2 năm 2022 | Phát hành vào 27 tháng 2 năm 2022 | Phát hành vào 27 tháng 2 năm 2022 | Phát hành vào 27 tháng 2 năm 2022 |
| STT                               | Nhan đề                           | Phổ lời                           | Phổ nhạc                          | Nghệ sĩ                           | Thời lượng                        |
| --------------------------------- | --------------------------------- | --------------------------------- | --------------------------------- | --------------------------------- | --------------------------------- |
| 1.                                | "Go!"                             | Oh Dongjun                        | Oh Dongjun                        | DK (Seventeen)                    | 3:30                              |
| 2.                                | "Go!" (Inst.)                     |                                   | Oh Dongjun                        |                                   | 3:30                              |
| Tổng thời lượng:                  | Tổng thời lượng:                  | Tổng thời lượng:                  | Tổng thời lượng:                  | Tổng thời lượng:                  | 7:00                              |

### Phần 6
| Phát hành vào 6 tháng 3 năm 2022 | Phát hành vào 6 tháng 3 năm 2022 | Phát hành vào 6 tháng 3 năm 2022 | Phát hành vào 6 tháng 3 năm 2022 | Phát hành vào 6 tháng 3 năm 2022 | Phát hành vào 6 tháng 3 năm 2022 |
| STT                              | Nhan đề                          | Phổ lời                          | Phổ nhạc                         | Nghệ sĩ                          | Thời lượng                       |
| -------------------------------- | -------------------------------- | -------------------------------- | -------------------------------- | -------------------------------- | -------------------------------- |
| 1.                               | "Stardust Love Song"             | Yoon Young-jun                   | Yoon Young-jun                   | Jihyo (Twice)                    | 4:11                             |
| 2.                               | "Stardust Love Song" (Inst.)     |                                  | Yoon Young-jun                   |                                  | 4:11                             |
| Tổng thời lượng:                 | Tổng thời lượng:                 | Tổng thời lượng:                 | Tổng thời lượng:                 | Tổng thời lượng:                 | 8:22                             |

### Phần 7
| Phát hành vào 13 tháng 3 năm 2022 | Phát hành vào 13 tháng 3 năm 2022 | Phát hành vào 13 tháng 3 năm 2022 | Phát hành vào 13 tháng 3 năm 2022 | Phát hành vào 13 tháng 3 năm 2022                             | Phát hành vào 13 tháng 3 năm 2022 |
| STT                               | Nhan đề                           | Phổ lời                           | Phổ nhạc                          | Nghệ sĩ                                                       | Thời lượng                        |
| --------------------------------- | --------------------------------- | --------------------------------- | --------------------------------- | ------------------------------------------------------------- | --------------------------------- |
| 1.                                | "With"                            | Noh Kyung-bo                      | Noh Kyung-bo                      | Kim Tae-ri, Nam Joo-hyuk, Bona, Choi Hyun-wook, Lee Joo-myung | 4:30                              |
| 2.                                | "With" (Inst.)                    |                                   | Noh Kyung-bo                      |                                                               | 4:30                              |
| Tổng thời lượng:                  | Tổng thời lượng:                  | Tổng thời lượng:                  | Tổng thời lượng:                  | Tổng thời lượng:                                              | 9:00                              |

### Phần 8
| Phát hành vào 20 tháng 3 năm 2022 | Phát hành vào 20 tháng 3 năm 2022 | Phát hành vào 20 tháng 3 năm 2022 | Phát hành vào 20 tháng 3 năm 2022 | Phát hành vào 20 tháng 3 năm 2022 | Phát hành vào 20 tháng 3 năm 2022 |
| STT                               | Nhan đề                           | Phổ lời                           | Phổ nhạc                          | Nghệ sĩ                           | Thời lượng                        |
| --------------------------------- | --------------------------------- | --------------------------------- | --------------------------------- | --------------------------------- | --------------------------------- |
| 1.                                | "Free" (가보자)                   | Jung Gu-hyun, Aseul               | Jung Gu-hyun                      | Xydo                              | 3:46                              |
| 2.                                | "Free" (Inst.)                    |                                   | Jung Gu-hyun                      |                                   | 3:46                              |
| Tổng thời lượng:                  | Tổng thời lượng:                  | Tổng thời lượng:                  | Tổng thời lượng:                  | Tổng thời lượng:                  | 7:32                              |

### Phần 9
| Phát hành vào 27 tháng 3 năm 2022 | Phát hành vào 27 tháng 3 năm 2022 | Phát hành vào 27 tháng 3 năm 2022 | Phát hành vào 27 tháng 3 năm 2022 | Phát hành vào 27 tháng 3 năm 2022 | Phát hành vào 27 tháng 3 năm 2022 |
| STT                               | Nhan đề                           | Phổ lời                           | Phổ nhạc                          | Nghệ sĩ                           | Thời lượng                        |
| --------------------------------- | --------------------------------- | --------------------------------- | --------------------------------- | --------------------------------- | --------------------------------- |
| 1.                                | "Your World" (너의 세상)          | Lee In-young                      | Kang Hyunmin, WYOONG              | Seol Hoseung (SURL)               | 3:27                              |
| 2.                                | "Your World" (Inst.)              |                                   | Kang Hyunmin, WYOONG              |                                   | 3:27                              |
| Tổng thời lượng:                  | Tổng thời lượng:                  | Tổng thời lượng:                  | Tổng thời lượng:                  | Tổng thời lượng:                  | 6:54                              |

### Vị trí xếp hạng
| Tiêu đề                                  | Năm  | Vị trí xếp hạng | Vị trí xếp hạng | Ghi chú |
| Tiêu đề                                  | Năm  | KOR             | KOR             | Ghi chú |
| Tiêu đề                                  | Năm  | Gaon            | Hot             | Ghi chú |
| ---------------------------------------- | ---- | --------------- | --------------- | ------- |
| "Starlight" (Taeil)                      | 2022 | 30              | 28              | Phần 1  |
| "Very, Slowly" (아주, 천천히) (BIBI)     | 2022 | 48              | 43              | Phần 3  |
| "Your Existence" (존재만으로) (Wonstein) | 2022 | 16              | 19              | Phần 4  |
| "Go!" (DK)                               | 2022 | 117             | 88              | Phần 5  |
| "Stardust Love Song" (Jihyo)             | 2022 | 103             | 71              | Phần 6  |
| "With" (Main cast)                       | 2022 | 40              | 54              | Phần 7  |
| "Free" (Xydo)                            | 2022 | 101             | 93              | Phần 8  |

## Đón nhận

### Đánh giá chuyên môn và xếp hạng
Kể từ khi bắt đầu phát sóng, Tuổi hai lăm, tuổi hai mốt cùng với Kim Tae-ri và Nam Joo-hyuk đã duy trì vị trí đầu bảng xếp hạng độ nổi tiếng của các bộ phim truyền hinh Hàn Quốc và Diễn viên truyền hình. Bộ phim đứng đầu tỷ suất người xem xuyên suốt 16 tập phát sóng ở cả Khu vực đô thị và toàn quốc. Ngoài ra, bộ phim cũng trở thành một trong những phim (không phải tiếng Anh) được xem nhiều nhất trên Netflix, trong 7 tuần liên tiếp (tính đến tuần kết thúc vào ngày 10 tháng 4 năm 2022). Thành công của bộ phim được cho là có sự kết hợp hoàn hảo giữa bối cảnh "hoài cổ" kết hợp với các đạo cụ, thời trang và địa điểm gợi nhớ cho những thế hệ thập niên 90. Bộ phim đã thành công giành được sự đồng cảm của người xem khi khắc họa lại cuộc đấu tranh trong thời kỳ khủng hoảng kinh tế IMF của Hàn Quốc, cùng với đó là Đại dịch COVID-19 đang diễn ra trên khắp thế giới.
Pierce Conran, trong bài đánh giá của mình cho tờ South China Morning Post, anh nói rằng bộ phim "khai thác một chủ đề hấp dẫn, câu chuyện của phim được kể một cách tự nhiên, cùng với đó là diễn xuất tuyệt vời của dàn diễn viên, cũng như bối cảnh và kịch bản". Rhian Daly của tờ NME mô tả bộ phim "là một cuộc lặn sâu hoài cổ vào những ký ức của tuổi trẻ và giá trị của những giấc mơ."

### Tác động thương mại
Sự thành công và nổi tiếng của bộ phim đã đưa nữ diễn viên Kim Tae-ri nổi tiếng trên phạm vị quốc tế, nhiều người cho rằng cô chính là "Tình đầu quốc dân" mới. Bộ phim cũng trở nên rất nổi tiếng trong giới Thần tượng Hàn Quốc, với một số nghệ sĩ như em út của BTS Jungkook, Karina của Aespa, Yeri của Red Velvet và Sooyoung của Girls' Generation, họ đã chia sẽ những khoảnh khắc thú vị khi xem phim và giới thiệu nó với người hâm mộ.
Sau khi bộ phim kết thúc, Bộ Văn hóa, Thể thao và Du lịch đã tung ra một sản phẩm du lịch (kèm phiếu mua hàng và chỗ ở khác nhau) tham quan các địa điểm quay phim của bộ phim bao gồm Làng Hanok Jeonju, các địa điểm xung quang Làng nghệ thuật Seohakdong, và Đường hầm Hanbyeokgul. Công ty bán lẻ 7-Eleven báo cáo rằng doanh số bán hàng của thương hiệu bánh mì Breadum đã tăng gấp ba lần sau sự xuất hiện của sản phẩm trong bộ phim. Vào ngày 7 tháng 4, công ty đã thông báo rằng Breadum đã tung hai sản phẩm hợp tác cùng với bộ phim. Công ty đầu tư Daehan Securities đã ghi nhận sự thành công và tính thời sự cao của Tuổi hai lăm tuổi, tuổi hai mốt cùng với sự phục hồi của quảng cáo truyền hình với mức tăng trưởng doanh thu đạt 12% của CJ ENM, công ty mẹ của tvN, trong quý I năm 2022.

### Tranh cãi
Mặc dù trở nên nổi tiếng và thành công rực rỡ về mặt thương mại, Tuổi hai lăm, tuổi hai mốt vẫn trở thành một chủ đề tranh cãi. Cư dân mạng đã tranh luận về cốt truyện chính của bộ phim liên quân đến chuyện tình lãng mạn giữa một người trưởng thành và trẻ vị thành niên, một cuộc thăm dò được thực hiện trên trang Nate đã đưa ra với 77% trong số 3.000 người được hỏi không có vấn đề gì về câu chuyện tình yêu của bộ phim. Bộ phim cũng vấp phải trỉ chính vì một phân đoạn khi phát sóng bản tin về vụ tấn công ngày 11 tháng 9, nữ chính đã mỉm cười khi bạn trai đưa tin về vụ việc một số khán giải cho rằng "không phù hợp".

### Tỷ lệ người xem
| Mùa | Mùa | Số tập | Số tập | Số tập | Số tập | Số tập | Số tập | Số tập | Số tập | Số tập | Số tập | Số tập | Số tập | Số tập | Số tập | Số tập | Số tập | Trung bình |
| Mùa | Mùa | 1      | 2      | 3      | 4      | 5      | 6      | 7      | 8      | 9      | 10     | 11     | 12     | 13     | 14     | 15     | 16     | Trung bình |
| --- | --- | ------ | ------ | ------ | ------ | ------ | ------ | ------ | ------ | ------ | ------ | ------ | ------ | ------ | ------ | ------ | ------ | ---------- |
|     | 1   | 1.537  | 2.065  | 1.999  | 2.165  | 1.988  | 2.509  | 2.620  | 2.857  | 2.870  | 2.887  | 2.919  | 2.828  | 2.796  | 2.905  | 2.639  | 3.047  | 2.539      |

| Tập | Ngày phát sóng      | Tỷ lệ người xem trung bình (Nielsen Korea) | Tỷ lệ người xem trung bình (Nielsen Korea) |
| Tập | Ngày phát sóng      | Toàn quốc                                  | Seoul                                      |
| --- | ------------------- | ------------------------------------------ | ------------------------------------------ |
| 1 | 12 tháng 2 năm 2022 | 6.370% (1st)                               | 7.799% (1st)                               |
| 2 | 13 tháng 2 năm 2022 | 8.010% (1st)                               | 8.867% (1st)                               |
| 3 | 19 tháng 2 năm 2022 | 8.182% (1st)                               | 8.981% (1st)                               |
| 4 | 20 tháng 2 năm 2022 | 8.787% (1st)                               | 9.972% (1st)                               |
| 5 | 26 tháng 2 năm 2022 | 7.956% (1st)                               | 8.960% (1st)                               |
| 6 | 27 tháng 2 năm 2022 | 9.817% (1st)                               | 11.065% (1st)                              |
| 7 | 5 tháng 3 năm 2022  | 9.718% (1st)                               | 10.380% (1st)                              |
| 8 | 6 tháng 3 năm 2022  | 10.900% (1st)                              | 11.734% (1st)                              |
| 9 | 12 tháng 3 năm 2022 | 10.662% (1st)                              | 12.043% (1st)                              |
| 10 | 13 tháng 3 năm 2022 | 10.879% (1st)                              | 12.660% (1st)                              |
| 11 | 19 tháng 3 năm 2022 | 10.887% (1st)                              | 12.410% (1st)                              |
| 12 | 20 tháng 3 năm 2022 | 10.675% (1st)                              | 12.528% (1st)                              |
| 13 | 26 tháng 3 năm 2022 | 9.927% (1st)                               | 11.001% (1st)                              |
| 14 | 27 tháng 3 năm 2022 | 10.308% (1st)                              | 11.451% (1st)                              |
| 15 | 2 tháng 4 năm 2022  | 9.592% (1st)                               | 10.302% (1st)                              |
| 16 | 3 tháng 4 năm 2022  | 11.513% (1st)                              | 12.636% (1st)                              |
| Trung bình | Trung bình          | 9.636%                                     | 10.799%                                    |
| - Trong bảng trên đây, số màu xanh biểu thị cho tỷ lệ người xem thấp nhất và số màu đỏ biểu thị cho tỷ lệ người xem cao nhất. - Bộ phim này được phát sóng trên hệ thống các kênh truyền hình cáp/trả phí nên số lượng người xem thấp hơn so với truyền hình miễn phí (ví dụ như KBS, SBS, MBC hay EBS). |                     |                                            |                                            |

## Giải thưởng & đề cử
| Năm  | Giải thưởng                     | Hạng mục                         | Đề cử                      | Kết quả   |
| ---- | ------------------------------- | -------------------------------- | -------------------------- | --------- |
| 2022 | Baeksang Arts Awards lần thứ 58 | Phim truyền hình hay nhất        | Tuổi hai lăm, tuổi hai mốt | Đề cử     |
| 2022 | Baeksang Arts Awards lần thứ 58 | Nữ diễn viên nổi tiếng nhất      | Kim Tae-ri                 | Đoạt giải |
| 2022 | Baeksang Arts Awards lần thứ 58 | Nữ diễn viên chính xuất sắc nhất | Kim Tae-ri                 | Đoạt giải |
| 2022 | Baeksang Arts Awards lần thứ 58 | Diễn viên mới xuất sắc nhất      | Choi Hyun-wook             | Đề cử     |
| 2022 | Brand Of The Year Award 2022    | Nữ diễn viên của năm             | Kim Tae-ri                 | Đoạt giải |
| 2022 | 8th APAN Star Awards            | K-Star Award                     | Kim Tae-ri                 | Đề cử     |
| 2022 | 8th APAN Star Awards            | Nữ diễn viên xuất sắc nhất       | Kim Tae-ri                 | Đề cử     |
| 2022 | 8th APAN Star Awards            | Nam diễn viên mới xuất sắc nhất  | Choi Hyun-wook             | Đề cử     |
| 2022 | Korea Drama Awards 2022         | Daesang                          | Kim Tae-ri                 | Đề cử     |
| 2022 | Korea Drama Awards 2022         | Nữ diễn viên mới xuất sắc nhất   | Bona                       | Đoạt giải |
| 2022 | Korea Drama Awards 2022         | Đạo diễn xuất sắc nhất           | Jung Ji-hyun               | Đề cử     |
| 2022 | Korea Drama Awards 2022         | Phim truyền hình hay nhất        | Tuổi hai lăm, tuổi hai mốt | Đề cử     |